# Chongming Dao
Chongming Dao är en ö i Kina. Den ligger i storstadsområdet Shanghai, i den östra delen av landet, omkring 44 kilometer norr om den centrala stadskärnan. Arean är 1 265 kvadratkilometer. Den sträcker sig 48,1 kilometer i nord-sydlig riktning, och 76,5 kilometer i öst-västlig riktning.
Genomsnittlig årsnederbörd är 1 224 millimeter. Den regnigaste månaden är juli, med i genomsnitt 179 mm nederbörd, och den torraste är januari, med 36 mm nederbörd.